# Nicocles utahensis
Nicocles utahensis là một loài ruồi trong họ Asilidae. Nicocles utahensis được Banks miêu tả năm 1920.